# Маненти, Давиде
Давиде Маненти (итал. Davide Manenti; род. 16 апреля 1989, Турин) — итальянский легкоатлет, специалист по бегу на короткие дистанции. Выступает за сборную Италии по лёгкой атлетике с 2008 года, победитель чемпионата мира по легкоатлетическим эстафетам, двукратный чемпион Средиземноморских игр, чемпион Европы среди молодёжи, многократный победитель и призёр первенств национального значения, участник двух летних Олимпийских игр.

## Биография
Давиде Маненти родился 16 апреля 1989 года в Турине, Пьемонт.
Впервые заявил о себе на международном уровне в сезоне 2008 года, когда вошёл в состав итальянской сборной и выступил на юниорском мировом первенстве в Быдгоще, где бежал 200 метров и эстафету 4 × 100 метров.
В 2011 году на молодёжном европейском первенстве в Остраве дошёл до полуфинала в беге на 200 метров и вместе с соотечественниками одержал победу в эстафете 4 × 100 метров.
В 2012 году в 200-метровой дисциплине стартовал на чемпионате Европы в Хельсинки. Благодаря череде удачных выступлений удостоился права защищать честь страны на летних Олимпийских играх в Лондоне — в программе эстафеты 4 × 100 метров не смог пройти дальше предварительного отборочного этапа.
В 2013 году в беге на 200 метров и в эстафете 4 × 100 метров стартовал на командном чемпионате Европы в Гейтсхеде и на Средиземноморских играх в Мерсине, во втором случае сумел выиграть эстафету.
В 2015 году в эстафете 4 × 100 метров занял третье место на командном чемпионате Европы в Чебоксарах, был пятым в беге на 200 метров на Всемирной Универсиаде в Кванджу.
В 2016 году на чемпионате Европы в Амстердаме стал шестым в дисциплине 200 метров и пятым в эстафете 4 × 100 метров. Бежал 200 метров на Олимпийских играх в Рио-де-Жанейро, не прошёл здесь дальше предварительного квалификационного забега.
В 2018 году выиграл эстафету 4 × 100 метров на Средиземноморских играх в Таррагоне, выступил в беге на 200 метров и в эстафете 4 × 100 метров на чемпионате Европы в Берлине.
В 2019 году среди прочего участвовал в чемпионате мира по легкоатлетическим эстафетам в Иокогаме, в командном чемпионате Европы в Быдгоще, в чемпионате мира в Дохе.
В 2021 году в эстафете 4 × 100 метров победил на чемпионате мира по легкоатлетическим эстафетам в Хожуве, в качестве запасного бегуна находился в составе итальянской эстафетной команды на Олимпийских играх в Токио, но в итоге выйти здесь на старт ему не довелось.